# Schenkenzell

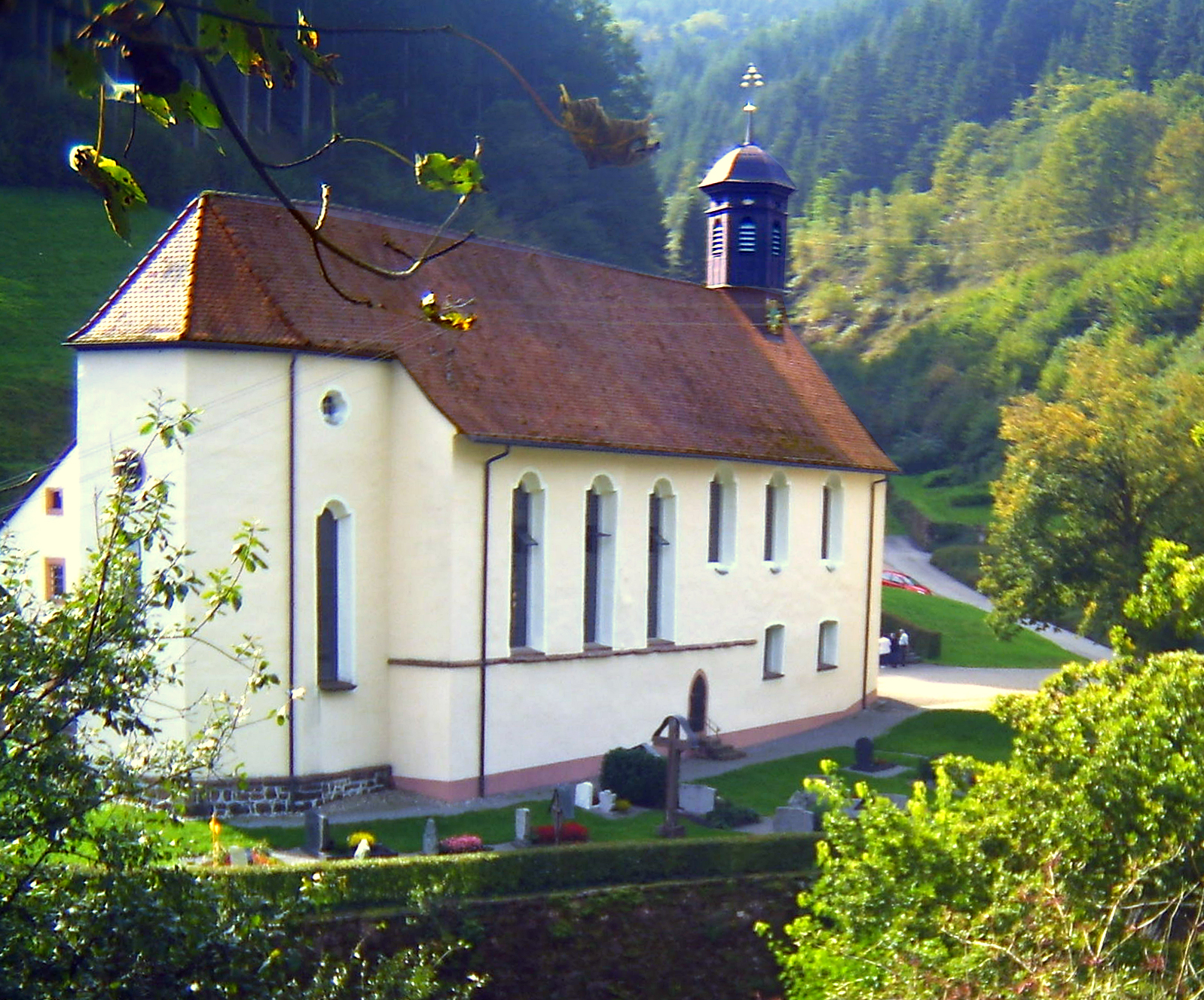
Kościół na osiedlu Wittichen

Schenkenzell – miejscowość i gmina  w Niemczech, w kraju związkowym Badenia-Wirtembergia, w rejencji Fryburg, w regionie Schwarzwald-Baar-Heuberg, w powiecie Rottweil, wchodzi w skład wspólnoty administracyjnej Schiltach. Leży nad Kinzig, ok. 25 km na północny zachód od Rottweil, przy drodze krajowej B294.